# エヌ・ピー・シー
株式会社エヌ・ピー・シー（英: NPC Incorporated）は、東京都荒川区南千住に本社を置く工作機械メーカー。

## 沿革
- 1992年12月 - 株式会社エヌ・ピー・シーを設立。
- 1996年8月 - アメリカ合衆国ニュージャージー州にNPC America Corporation設立。
- 1999年8月 - ドイツ ケルンにNPC Europe GmbHを設立。
- 2000年8月 - 愛媛県に株式会社メクト（現・松山工場）を設立。
- 2002年6月 - 東京都荒川区に日本真空システム株式会社を設立。
- 2005年9月 - 株式会社メクト、日本真空システム株式会社を吸収合併。
- 2007年6月29日 - 東京証券取引所マザーズ市場に株式を上場。
- 2010年9月 - Meier Solar Solutions GmbHをグループ会社化。中国・上海市にNPC China Co., Ltd.を設立。
- 2011年
  - 3月 - 台湾新竹市にNPC Taiwan Co., Ltd.を設立。
  - 9月 - 大韓民国水原市にNPC Korea Co., Ltd.を設立。
- 2012年
  - 4月 - NPC Europe GmbHとMeier Solar Solutions GmbHが合併し、NPC-Meier GmbHとなる。
  - 5月 - 本社工場の業務を松山工場に移管
  - 11月 - 太陽光パネルの受託加工（OEM生産）を開始
- 2014年1月 - 太陽光発電所の保守メンテナンスサービスや検査装置等の提供を開始
- 2015年3月 - 東京本社を荒川区から台東区に移転
- 2016年
  - 8月 - 東京都大田区にPVテクノサイクル株式会社を出資比率50%にて設立（2019年6月に解散）
  - 9月 - 事業部制へ移行し、装置関連事業部と環境関連事業部を設置
- 2017年
  - 9月 - 様々な業界に対してFA装置の販売を開始
  - 10月 - リサイクル用太陽光パネル解体ラインの販売を開始
- 2018年9月 - 韓国水原市にNPC Korea Co., Ltd.（非連結子会社、出資比率100%）を設立
- 2019年7月 - 太陽光パネルの中間処理事業を開始

## 事業所
- 東京本社 - 東京都台東区東上野1丁目7番15号 ヒューリック東上野一丁目ビル5階
- 松山工場 - 愛媛県松山市西垣生町2889